# فلامن
فلامن (flamen) به معنی کسی که آتش قربانی را دمیده یا افروخته می‌کند. یک کاهن در دین روم باستان بود که برای خدمت به یکی از خدایان دارای آیین مذهبی در دوران جمهوری روم منصوب می‌شد. به‌طور کلی پانزده فلامن وجود داشت. مهم‌ترین آنها سه «فلامن مایورس» (یا "کاهنان بزرگ") بودند که به خدایان مهم رومی ژوپیتر، مارس (اسطوره) و کویرینوس خدمت کردند. دوازده نفر باقیمانده فلامینز مینورها ("کاهنان کوچکتر") بودند که به خدایانی چون کارمنتا و سرس و ولکان و فلورا خدمت می‌کردند. منصب آنها مادام العمر بود و فقط در موارد خاصی می‌توانستند از آن محروم شوند. کسب و کار اصلی فلامن‌ها شامل قربانی کردن روزانه بود: در مناسبت‌های خاص آنها با پاپ‌ها و باکره‌های وستال همکاری می‌کردند.
پانزده نماینده جمهوری‌خواه اعضای کالج پونتیفکس بودند که مذهب تحت حمایت دولت را اداره می‌کردند. هنگامی که دفتر فلامن خالی بود، یک پونتیفکس می‌توانست به عنوان جایگزین موقتی عمل کند، اگرچه تنها پونتیفکس ماکسیموس جایگزین «فلامن دیالیس»، یکی از «فلامن مایورس» شده‌است.